# إديث فرانك
إديث فرانك (بالألمانية: Edith Frank-Holländer) (و. 1900 – 1945 م) هي ربة منزل من ألمانيا، ومملكة هولندا، ولدت في آخن، توفيت في معسكر أوشفيتز بيركينو، عن عمر يناهز 45 عاماً.